# 車純
車純（1480年—1568年），字秉文，世居百楼山之麓，故号百山，浙江紹興府上虞縣人，軍籍，明朝政治人物。

## 生平
正德十一年（1516年）丙子科浙江鄉試第六十九名舉人。正德十二年（1517年）聯捷丁丑科會試第十三名，登第二甲第一百零六名進士。兵部观政，给假归省，丁外艰，服阕赴京謁選，授工部屯田司主事。进都水司员外郎，丁内艰，起补营缮司，奉命赴贵阳采木。嘉靖初大礼议时受廷杖，留滞郎署者久之，乃擢山西布政使司左参议、分守大同。十二年七月升云南按察司副使、备兵曲靖，十六年四月升本省督饷参政，晋福建右布政使，十九年十二月轉左布政，二十一年九月升都察院右副都御史、巡抚湖广、兼赞理军务。二十四年四月揭发楚王朱显榕为其世子朱英燿所弑杀之事，十月嘉靖帝以纯托疾避难，市恩徇私，将其革职閑住。隆慶二年卒，享年八十九。著有《百山集》、《解组稿》等。

## 家族
曾祖車勿，曾任縣丞；祖父車克高；父車庭器，母任氏。具庆下。